# 人工海水
人工海水（じんこうかいすい、英語：artificial seawater）とは海水の組成を模して人工的に調製された液体、もしくはその元となる粉末や濃縮液のことである。海水を必要とする生物の飼育や培養において、入手性、再現性、廉価性などの理由から天然海水の代用となっている。一方、人工海水を作るには、pHや塩分濃度の調整が大きな手間となる。
市販の人工海水は塩化ナトリウムを主成分として、様々な無機塩類やpH調整剤などが含まれており、用途により水道水や蒸留水で希釈することによって海水に近い成分となる。多くの海棲生物が飼育可能である。製品によっては特定成分に工夫を凝らし、無脊椎動物のような比較的要求する水質レベルの高い生体向けを謳う高価格のものから、魚類飼育に適するとする廉価な価格帯のものもある。
10リットル用などに小分けした製品から数百リットル用が入ったポリタンクなどが各社から販売される。海水の塩類濃度がおよそ3.4-3.6‰程度であることから、100リットルの海水を作るにはおよそ3.5kgの粉末が必要となる。
製品によってカルキ抜き（脱塩素処理）済みの水を指定するもの、逆浸透膜(RO)で濾過したRO水など純水性の高い水を要求するもの、水道水をそのまま使用して良いものなど、製品によって異なる。人工海水の作成に当たっては比重計が重宝する。常温で比重およそ1.023が適正となる。